# Round Maple
Round Maple är en by (hamlet) i civil parish Edwardstone, i distriktet Babergh, i grevskapet Suffolk, östra England. Den har 4 kulturmärkta byggnader, inklusive The Flushing, Seasons, Quicks Farmhouse och Hathaway Cottage Little Thatch. Den ligger 2 km nordost om Edwardstone byn och cirka 9,5 km östnordöst om Sudbury.